# Мільч
Мільч (пол. Milcz, нім. Milsch) — село в Польщі, у гміні Ходзеж Ходзезького повіту Великопольського воєводства.
Населення — 557 осіб (2011).
У 1975-1998 роках село належало до Пільського воєводства.

## Демографія
Демографічна структура станом на 31 березня 2011 року:
|          | Загалом | Допрацездатний вік | Працездатний вік | Постпрацездатний вік |
| -------- | ------- | ------------------ | ---------------- | -------------------- |
| Чоловіки | 294     | 66                 | 212              | 16                   |
| Жінки    | 263     | 53                 | 167              | 43                   |
| Разом    | 557     | 119                | 379              | 59                   |